# High-electron-mobility transistor

Querschnitt eines InGaAs-pseudomorphen HEMT

Der high-electron-mobility transistor (HEMT, dt. „Transistor mit hoher Elektronenbeweglichkeit“) ist eine spezielle Bauform des Feldeffekttransistors für sehr hohe Frequenzen und ist von der Konstruktion her eine spezielle Bauform eines MESFET.
Andere Bezeichnungen für diesen Transistortyp sind modulation-doped field-effect transistor (MODFET), two-dimensional electron-gas field-effect transistor (TEGFET), selectively-doped heterojunction transistor (SDHT) und heterojunction field-effect transistor (HFET).
Er wurde von Takashi Mimura und Kollegen 1979 bei Fujitsu entwickelt.

## Aufbau und Funktionsweise

Energiebandschema eines HEMT mit 2D-Elektronengas

Das Bauteil besteht aus Schichten verschiedener Halbleitermaterialien mit unterschiedlich großen Bandlücken (siehe Heterostruktur). Häufig wird das Materialsystem Aluminiumgalliumarsenid/Galliumarsenid (AlGaAs/GaAs) verwendet, wobei das AlGaAs hoch n-dotiert und das GaAs nicht dotiert wird. Da die Bandlücke des AlGaAs größer ist als die des GaAs, bildet sich an der Grenzfläche dieser beiden Materialien auf Seiten des GaAs ein zweidimensionales Elektronengas (2DEG) aus, das als leitfähiger Kanal dienen kann. Die Elektronenbeweglichkeit ist darin sehr hoch.
Weiter verbessert werden kann sie durch eine Modulationsdotierung des AlGaAs, wie sie erstmals unter anderem von Horst Störmer vorgeschlagen wurde. Dadurch sinkt die Elektronenstreuung des 2DEG an geladenen Störstellen und führt somit zu einer weiteren Steigerung der Ladungsträgermobilität, was Voraussetzung zur Entdeckung des fraktionierten Quanten-Hall-Effekts war (Physiknobelpreis 1998).
Das HEMT-Prinzip ist auch auf andere Materialsysteme wie InGaAs/InP/AlInAs, AlGaN/GaN, AlInN/GaN und Si/SiGe anwendbar.
Gegenstand der aktuellen Forschung sind Materialkombinationen aus Galliumnitrid (GaN) und Aluminiumgalliumnitrid (AlGaN) oder Aluminiumindiumnitrid (AlInN), das aufgrund seines vergleichsweise hohen Bandabstands eine höhere Betriebsspannung ermöglicht, bevor es zum Felddurchbruch kommt. Besonders für die Herstellung von Leistungstransistoren erweist sich diese Materialkombination als vorteilhaft, da die Ausgangsimpedanz bei gleicher Leistung steigt und somit die Auskopplung der Energie vereinfacht wird (Anpassung). Auf Siliciumcarbid (SiC) abgeschieden, weist es zudem einen geringeren thermischen Widerstand als GaAs-Materialkombinationen auf, was sich positiv auf die maximale Verlustleistung  bzw. Lebensdauer und Zuverlässigkeit auswirkt.

## Anwendungsbereich
Der HEMT ist aufgrund der hohen Ladungsträgermobilität für Hochfrequenzanwendungen gut geeignet. Die Steuerung des Bauelementes erfolgt, ähnlich wie beim Metall-Halbleiter-Feldeffekttransistor, über ein Metall-Gate, das mit der n-AlGaAs-Schicht verbunden ist.